# Methuen (Massachusetts)
Methuen (wymowa: /mɛˈθjuː.ɛn/) – miasto w Stanach Zjednoczonych, w hrabstwie Essex, stanu Massachusetts.